# Castelo de Amboise

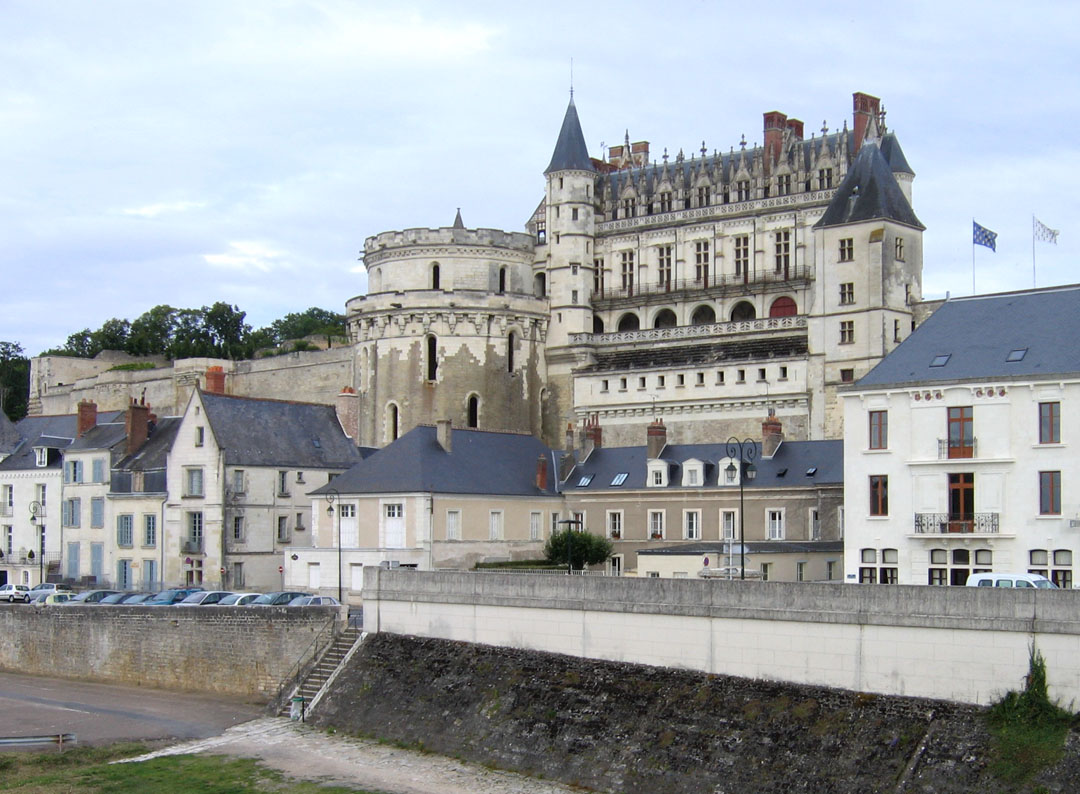
O Castelo Real de Amboise visto da margem oposta do Loire.

O Castelo de Amboise (em francês: Château d'Amboise) é um dos castelos do Vale de Loire, na França, localizado na margem de um rio em Amboise, no departamento de Indre-et-Loire.

## História

### Origens e ápice

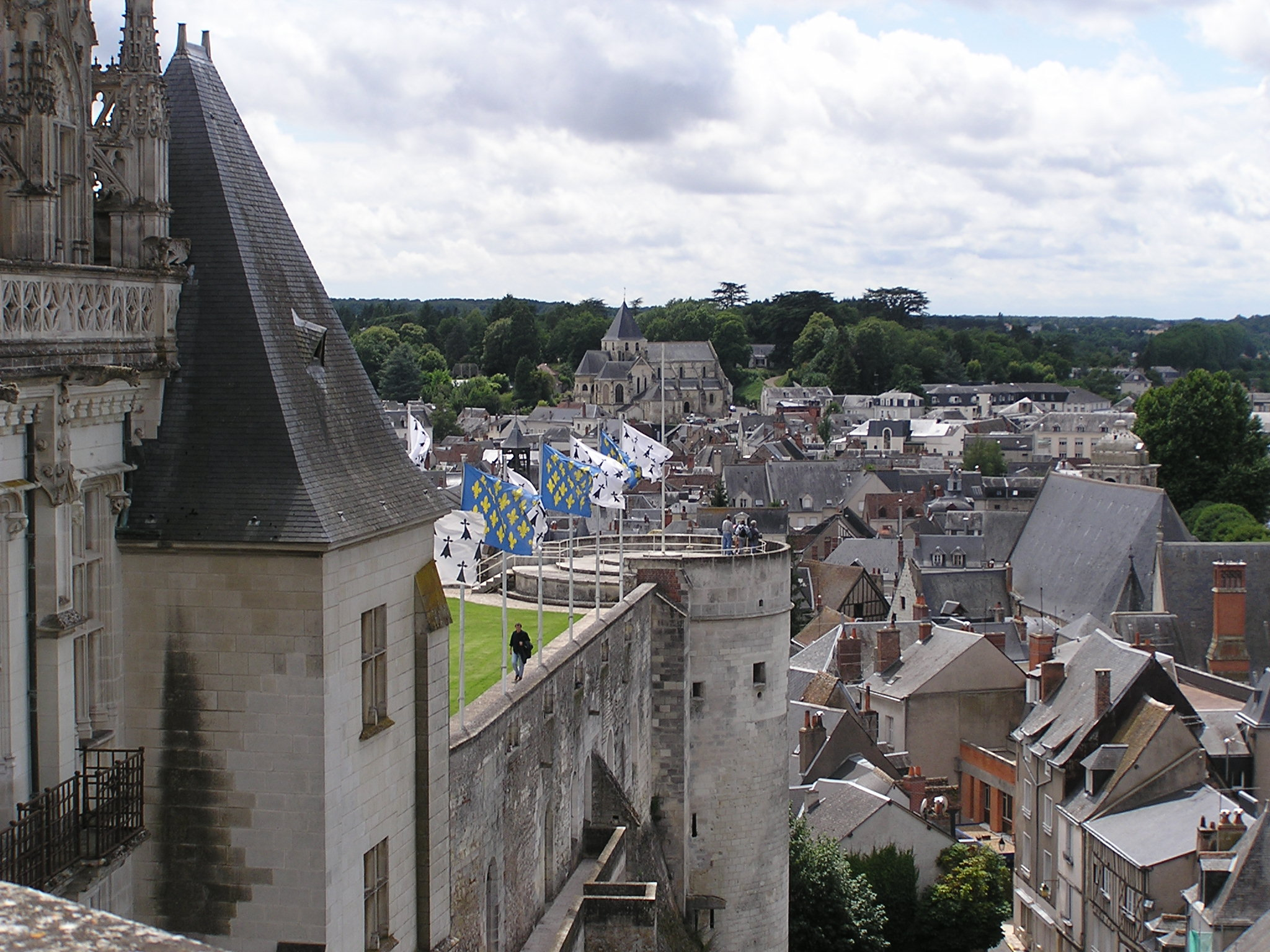
A cidade de Amboise vista do castelo.

Construído em um monte com vista para o Loire de forma a intenção estratégica de controlar um vau, substituído na Idade Média por uma ponte, o castelo começou a sua vida no século XI, quando o notável Fulque III o Negro, Conde de Anjou, reconstruiu a fortaleza em pedra. Ampliando e melhorando-o ao longo do tempo. No dia 4 de setembro de 1434, o edifício foi confiscado e adicionado por Carlos VII aos bens da Coroa francesa, depois do seu proprietário, Louis d'Amboise, ter sido acusado de conspiração contra Luís XI e executado em 1431. Uma vez nas mãos reais, o castelo tornou-se num dos favoritos dos reis franceses; Carlos VIII da França, que aqui nasceu e faleceu, decidiu fazer extensas reconstruções, começadas em 1492 ao estilo do gótico flamboyant francês tardio e, depois de 1495 empregou dois mestres pedreiros italianos, Domenico da Cortona e Fra Giocondo, os quais providenciaram para Amboise alguns dos primeiros aspectos decorativos renascentistas alguma vez vistos na arquitetura francesa. Os nomes de três construtores franceses estão preservados nos documentos: Colin Biart, Guillaume Senault e Louis Armangeart.
São deste período:

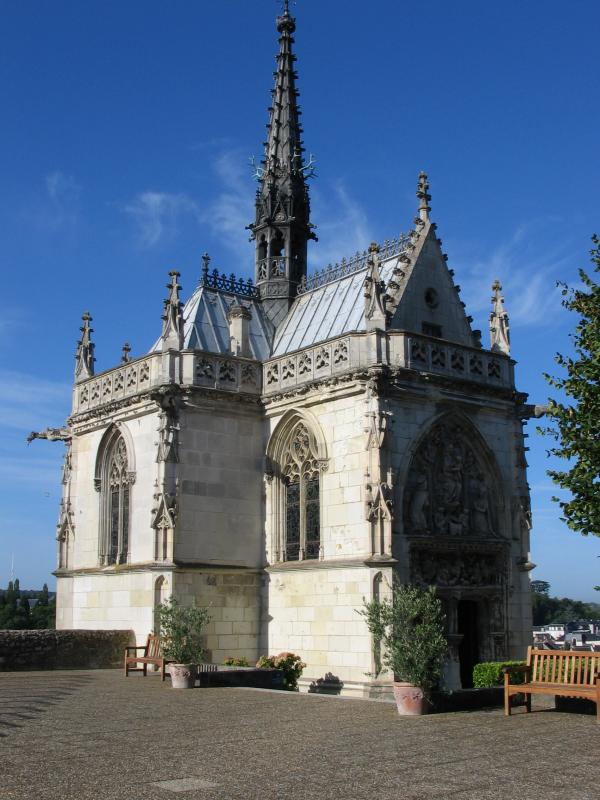
Capela de Saint-Hubert.

- A capela de Saint-Hubert, situada no exterior do corpo do castelo, e a decoração, da arquitetura gótica flamboyant, as quais têm a caça como tema central, sendo Santo Humberto de Liège o padroeiro desta atividade. O lintel da porta de entrada da capela é uma representação da aparição a Humberto durante uma caça. Inicialmente, esta capela fazia parte do castelo, mas agora só existe a capela que contém o túmulo de Leonardo da Vinci;
- A ala Carlos VIII, também de estilo gótico flamboyant, que compreende os alojamentos do rei e da rainha;
- A ala Luís XII, de estilo renascentista italiano, onde estão os alojamentos do século XIX;
- As duas torres dos cavaleiros (Torre dos Mínimos e Torre Heurtault) - rampas cobertas que permitiam o fácil acesso dos cavalos e das carruagens, desde o nível do rio Loire até ao plano do castelo;
- O parque no terraço, onde se encontra um busto de Leonardo da Vinci e um memorial muçulmano para os acompanhantes do teólogo Abd El Kader, falecidos em Amboise durante o seu cativeiro.

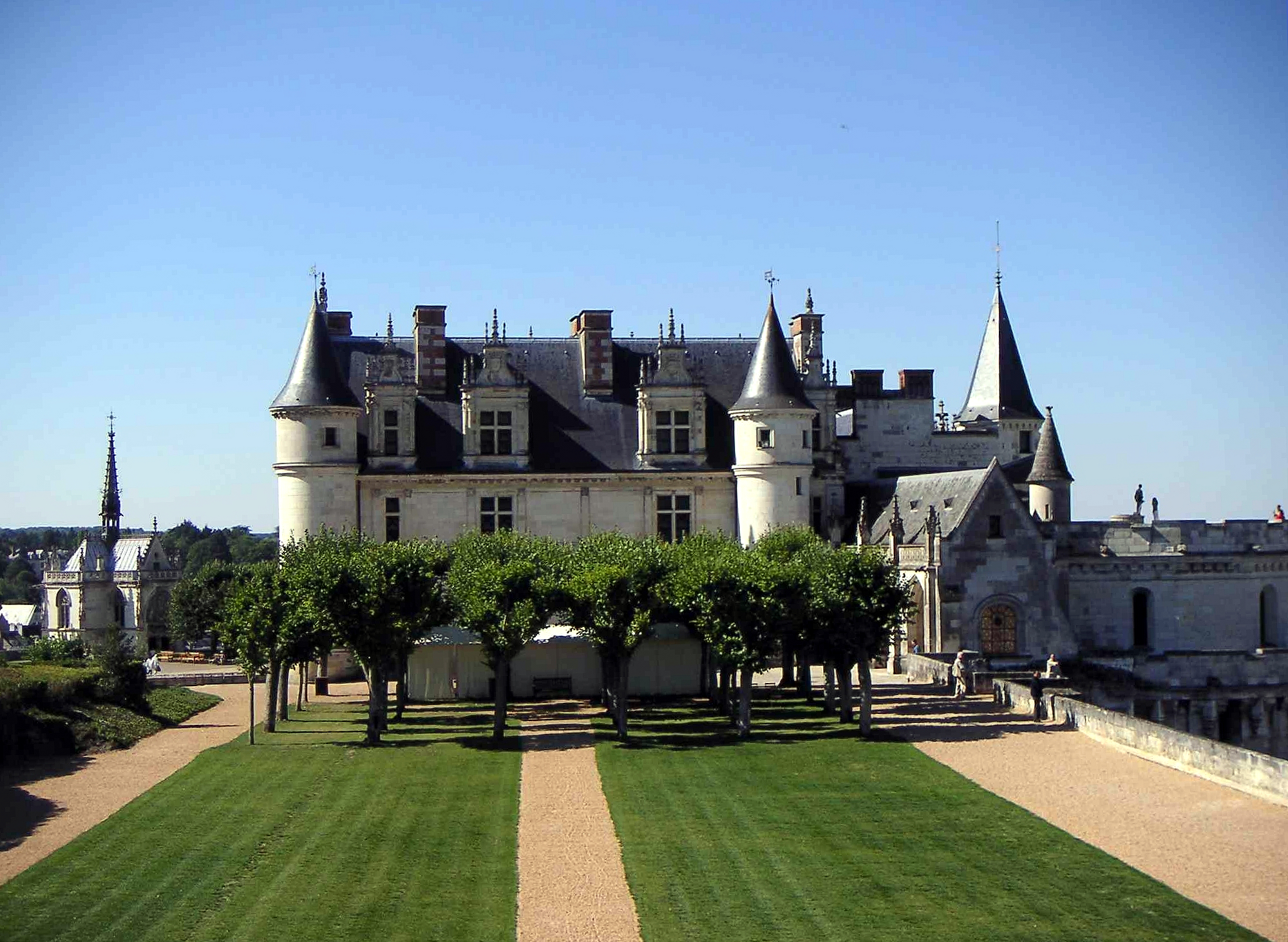
Fachada leste do Castelo de Amboise, com os parterres e bosquetes do jardim de Nápoles e a Capela de St-Hubert à esquerda.

Amboise foi o lugar onde um jardim projetado ao estilo italiano foi visto pela primeira vez na França: no terreno do original jardim formal francês. Na época de Carlos VIII, um padre italiano, Pasello da Mercogliano, é creditado como autor do projeto. Carlos aumentou o terraço superior para instalar um parterre maior, encerrado com latadas e pavilhões; rodeando este parterre, Luís XII construiu uma galeria sob a forma duma segunda ala, perpendicular à ala Carlos VIII, em estilo renascentista, a qual pode ser vista numa gravura de 1576, por Jacques Androuet du Cerceau, presente na obra Les plus excellens bastimens de France. Os parterres foram recriados no século XX como retângulos relvados e boques de árvores formais.

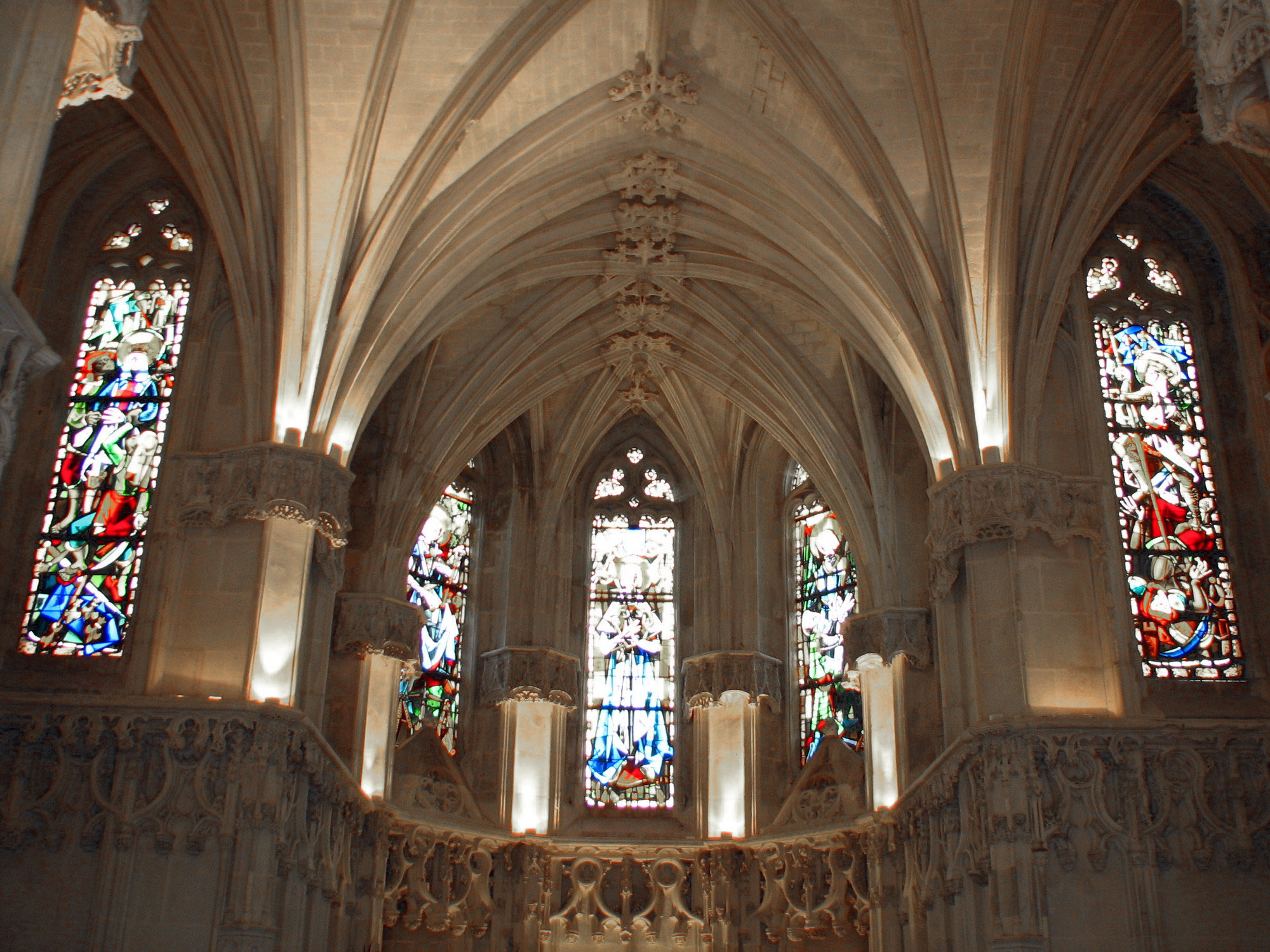
Túmulo de Leonardo da Vinci na Capela de St-Hubert.

O rei Francisco I foi proclamado rei em Amboise, o qual na época pertencia à sua mãe, Luísa de Saboia, tendo o castelo, durante os primeiros anos do seu reinado, atingido o ápice de sua glória. Uma das medidas que o rei tomou foi com a reforma da ala Luís XII.
Como convidado do rei, Leonardo da Vinci chegou ao Castelo de Amboise em dezembro de 1515, tendo vivido e trabalhado no casarão anexo Clos Lucé, ligado ao castelo por uma passagem subterrânea. O corpo do pintor renascentista, falecido em 1519, se encontra sepultado na Capela de Saint-Hubert, anexa ao castelo, na qual havia sido construída entre 1491 e 1496.
Henrique II e a sua esposa, Catarina de Médici, criaram os seus filhos no Castelo de Amboise juntamente com Maria Stuart, a Rainha da Escócia, ainda criança, que havia sido prometida em casamento ao futuro rei francês Francisco II.

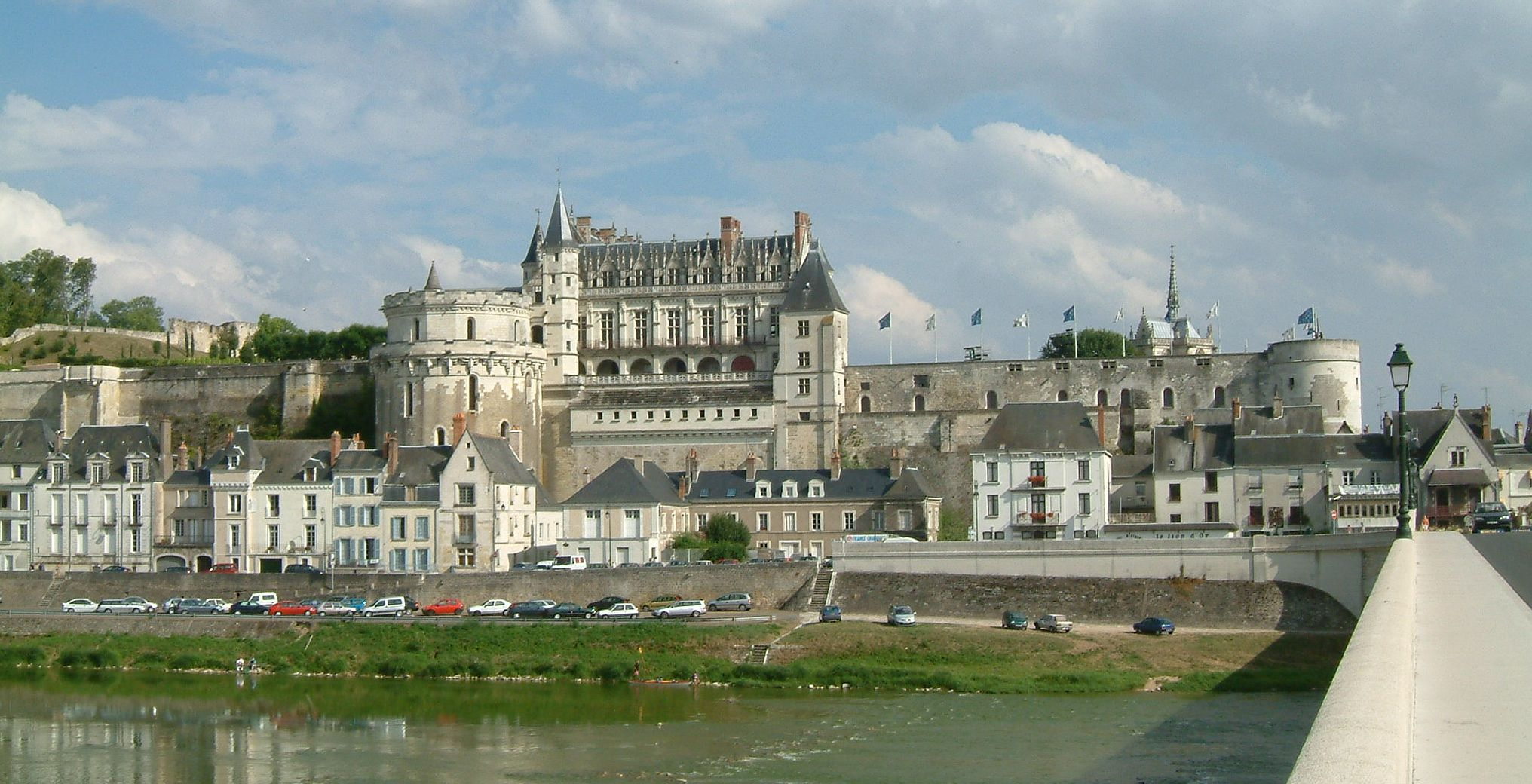
Vista geral do Castelo de Amboise.

Em 1560, durante a Guerras religiosas na França, o castelo foi cenário da Conjuração de Amboise, prelúdio dos conflitos entre católicos e protestantes na França. Esta conspiração, engendrada por membros da huguenote Casa de Bourbon contra a Casa de Guise que governava a França em nome do jovem Francisco II, foi descoberta pelo Conde de Guise e reprimida por uma série de estratégias, o que levou um mês para executar. Quando isso já havia terminado, 1200 protestantes foram enforcados, pendurados nas muralhas da cidade, suspensos em ganchos de ferro que sustinham galhardetes e tapeçarias em ocasiões festivas e do balcão da Logis du Roy. A Corte teve que deixar a cidade pouco depois devido ao cheiro extremamente forte liberado pelos corpos.
Em Amboise, foi assinada a abortada "Paz de Amboise", no dia 12 de março de 1563, entre Luís I de Bourbon, Príncipe de Condé, que havia estado envolvido na conspiração para raptar o rei e Catarina de Médici. O "Édito de Pacificação", tal como foi determinado, autorizava serviços protestantes apenas em capelas de seigneurs e juízes, estipulando que tais serviços tinham que ser realizados fora dos muros das cidades. Nenhuma das partes ficou satisfeita com este compromisso e este nunca foi amplamente honrado.

### Declínio

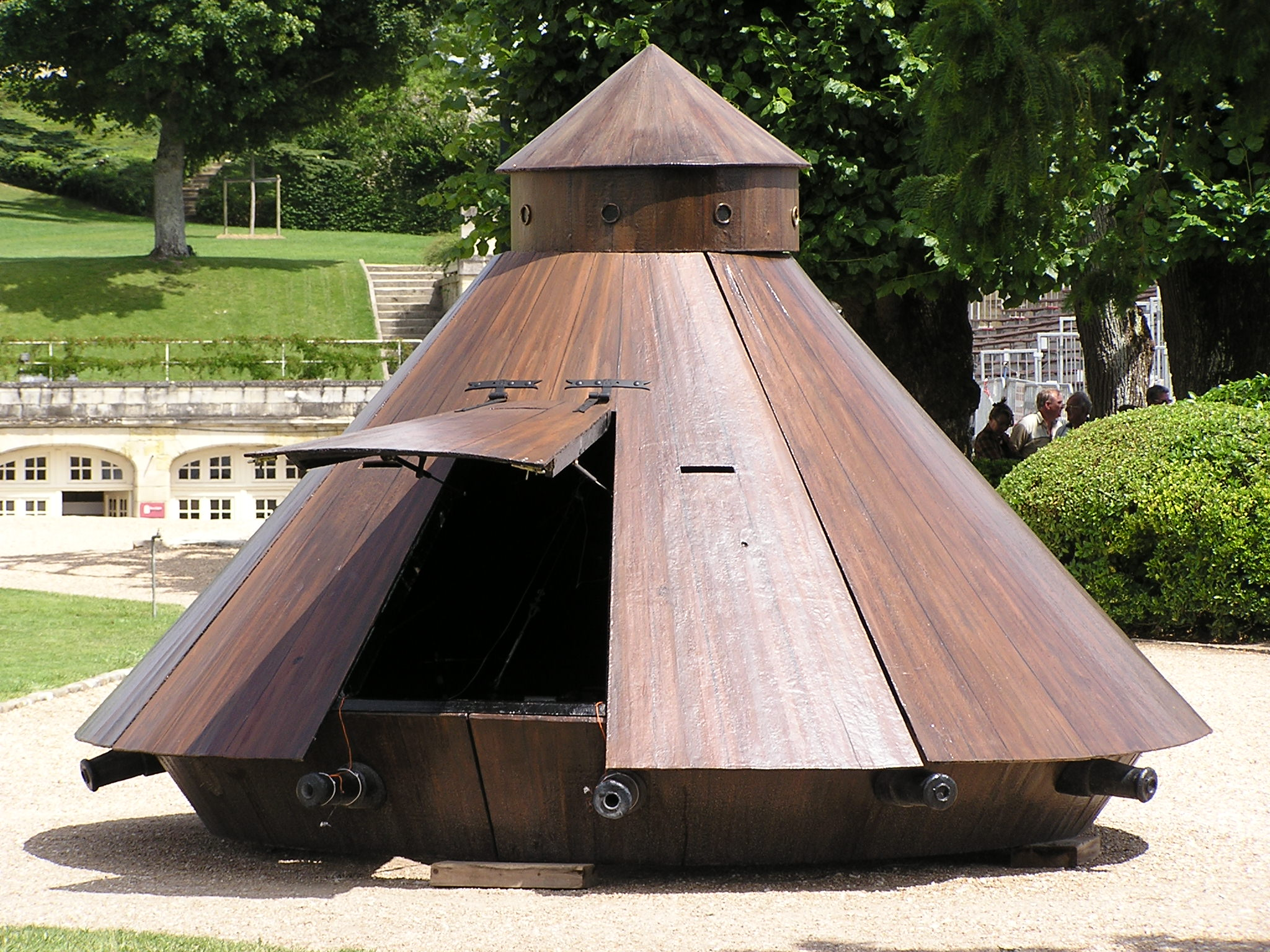
Um tanque blindado, projectado por Leonardo da Vinci, no parque do Castelo de Amboise.

A partir de Henrique III de França, Amboise nunca mais regressaria aos favores reais, tornando-se as estadias dos monarcas cada vez mais raras.
No início do século XVII, o gigantesco edifício estava abandonado quando passou para as mãos de Gastão, Duque de Orleães, o irmão do rei da dinastia Bourbon, Luís XIII. Depois da sua morte, o castelo regressou à posse da Coroa e foi transformado numa prisão durante as guerras de Fronda; no reinado de Luís XIV, estiveram aqui detidos Nicolas Fouquet, o ministro do rei e o Duque de Lauzun. Luís XV ofereceu o Castelo de Amboise como presente ao seu ministro Étienne François Choiseul, Duque de Choiseul.
Durante a Revolução Francesa, a maior parte do castelo foi demolida, sendo causadas muitas outras destruições. Já no Primeiro Império, uma avaliação de engenharia encomendada pelo imperador Napoleão Bonaparte, no início da década de 1800, fez com que uma grande parte do edifício tivesse que ser demolida.
O rei Luís Filipe I herdou o castelo da sua mãe, tendo começado a restaurá-lo. Durante o seu reinado, remodelou as antigas muralhas ao destruir as casas adjacentes e redecorou a ala Luís XII. No entanto, com a sua abdicação, em 1848, o castelo foi confiscado pelo governo e tornou-se durante algum tempo, a casa de Emir Abd Al-Qadir no exílio (1848–1853). Em 1873, foi dado o controle da propriedade aos herdeiros de Luís Filipe, os quais fizeram importantes esforços para repará-la.
Já no século XX, durante a invasão nazista à França, em 1940, o castelo foi seriamente danificado.
Desde 1840, o Castelo de Amboise está classificado como Monumento Histórico (monument historique) pelo Ministério Francês da Cultura. Hoje em dia, o atual Conde de Paris, descendente de Luís Filipe, repara e conserva o castelo através da Fundação Saint-Louis.

## Galerias de imagens

### Imagens do castelo

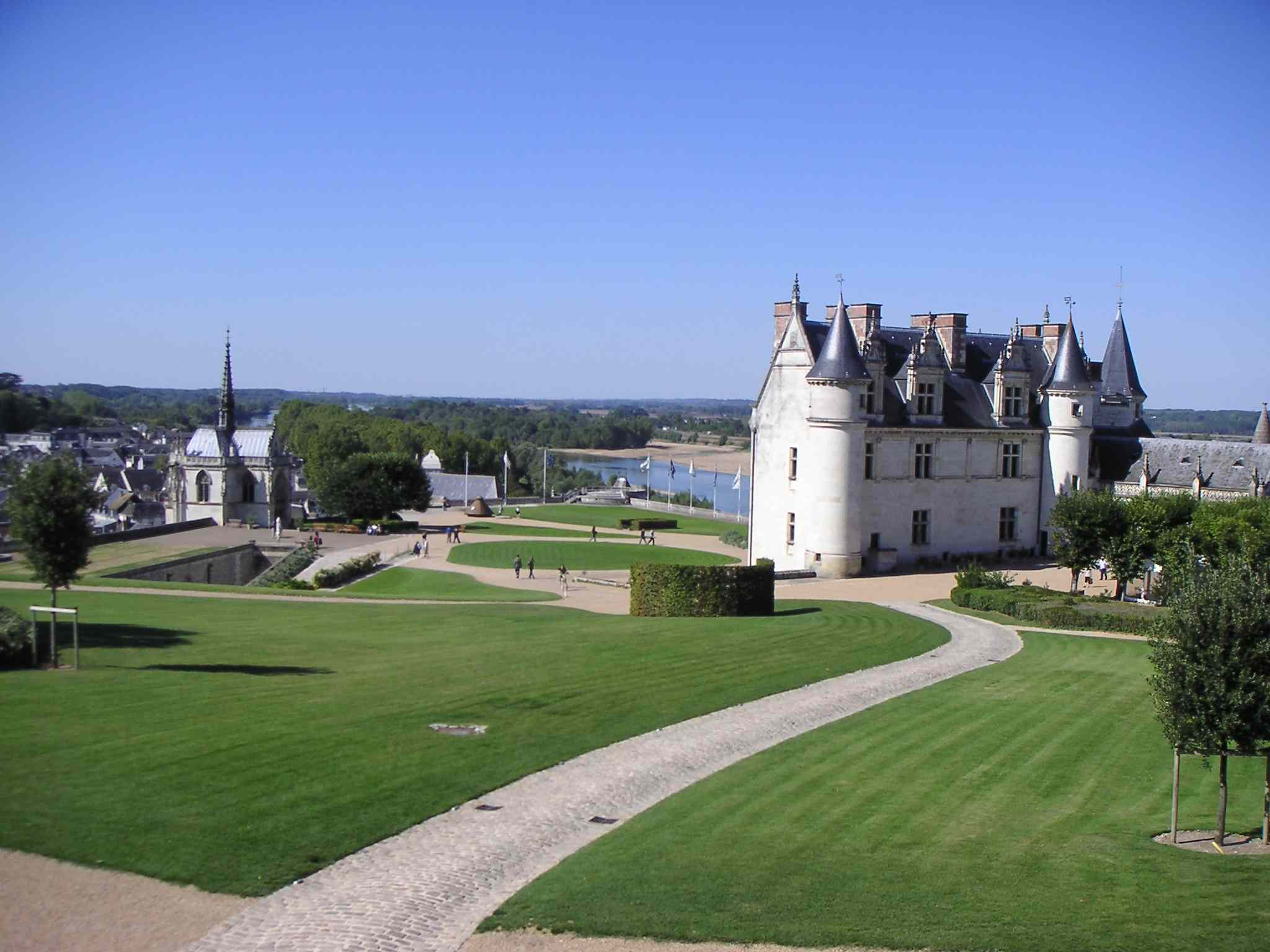
Vista geral do terraço do castelo
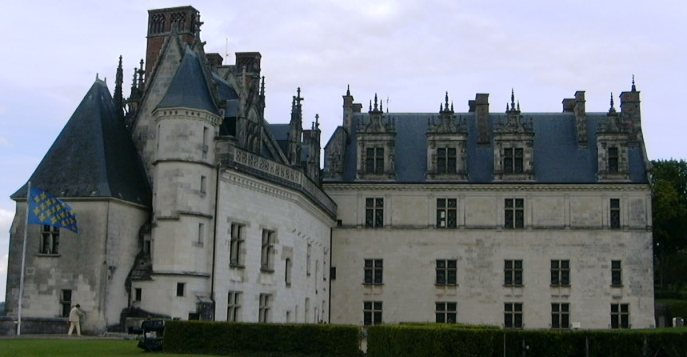
Fachada do castelo de Amboise
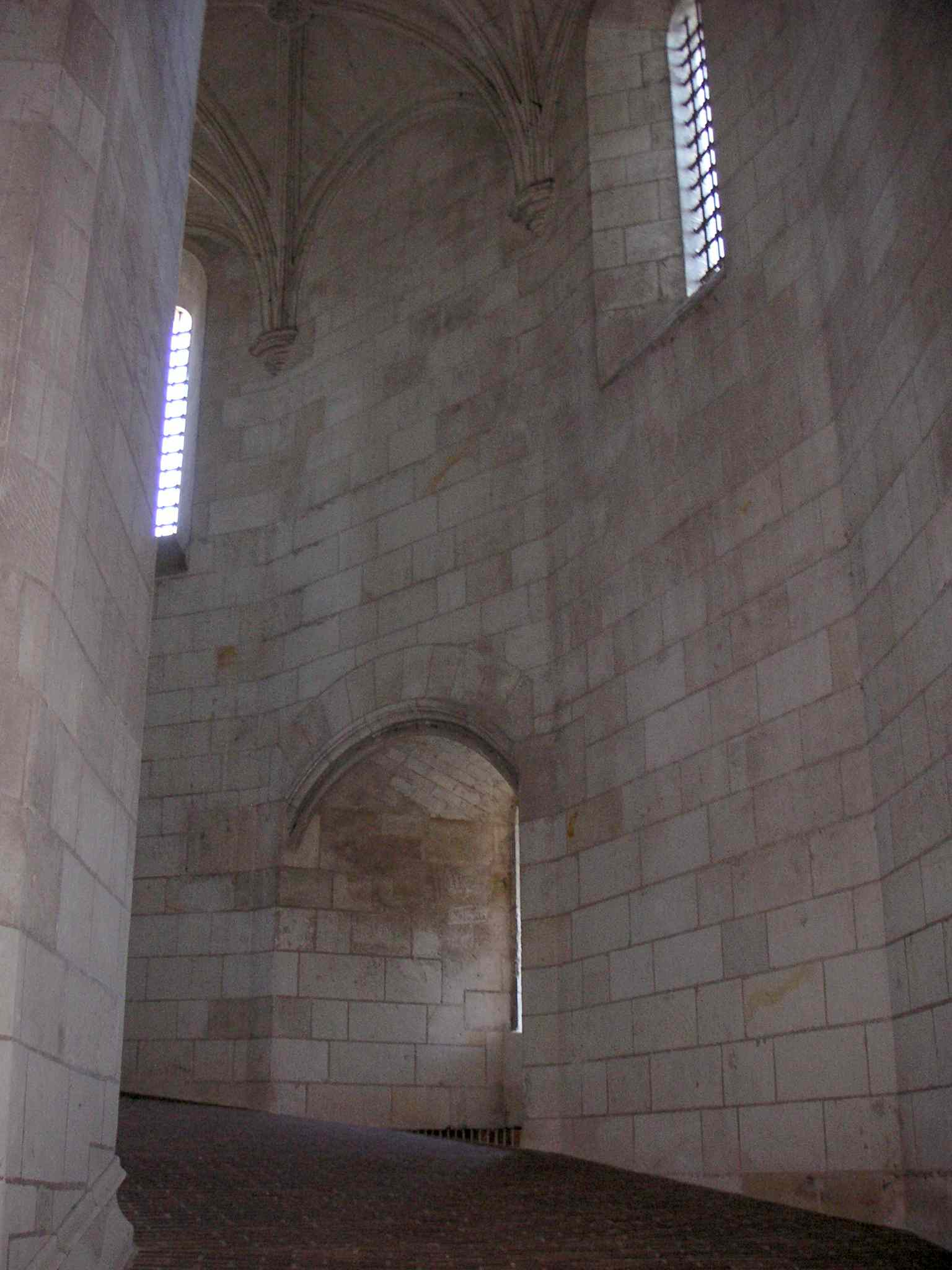
Vista interior da Torre dos Mínimos
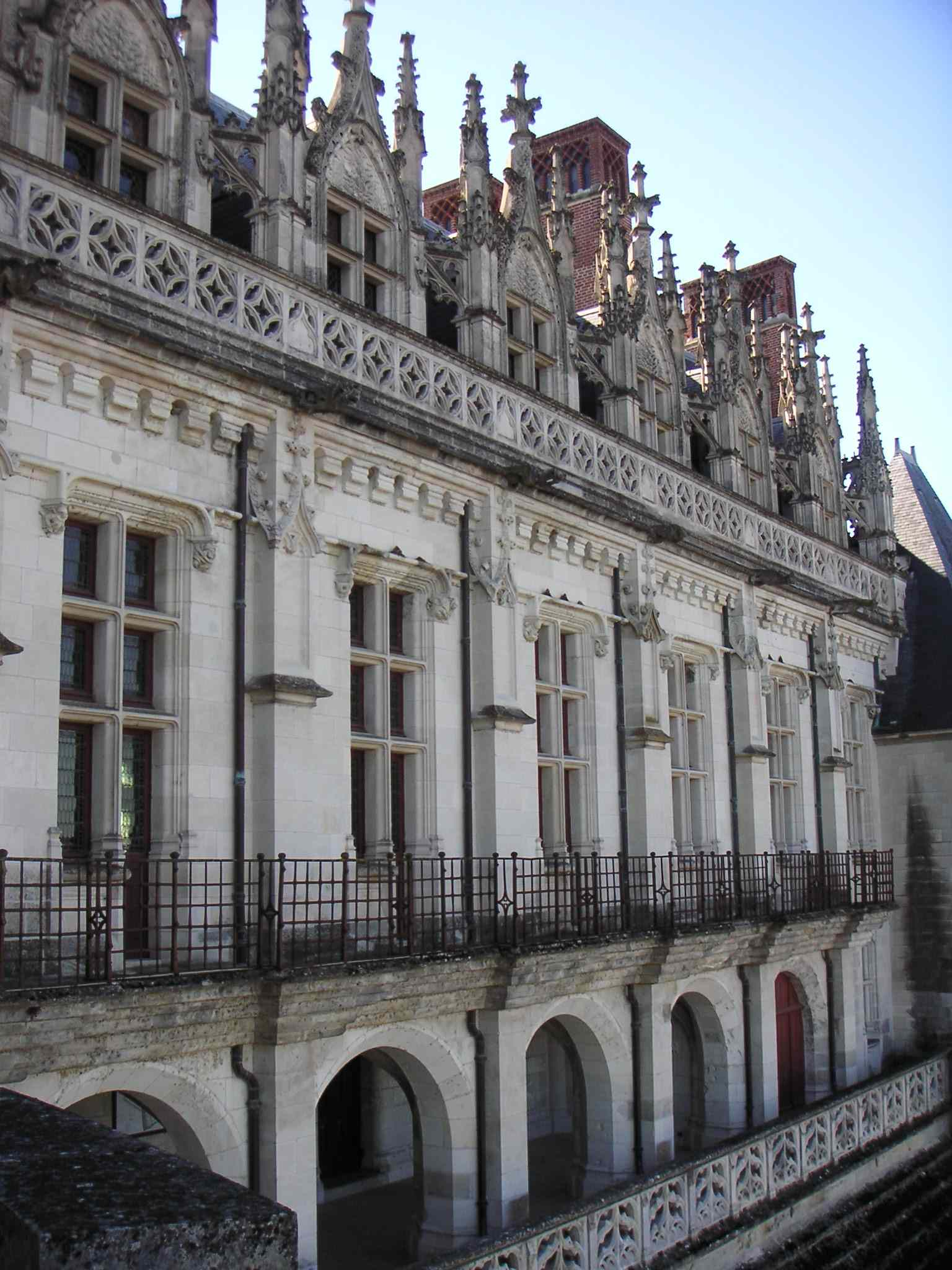
Fachada voltada para o rio Loire da ala Carlos VIII
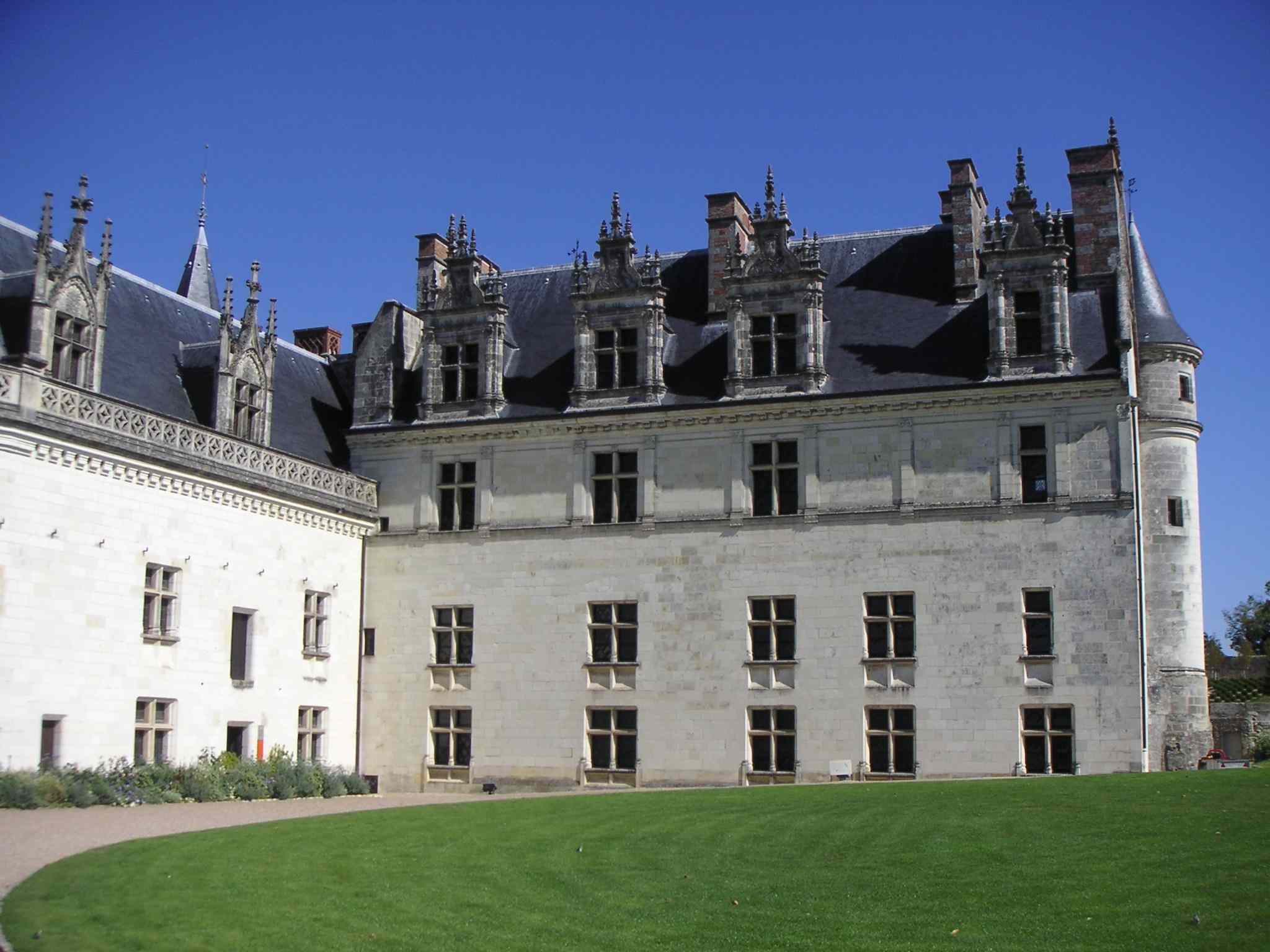
Fachada interior do castelo
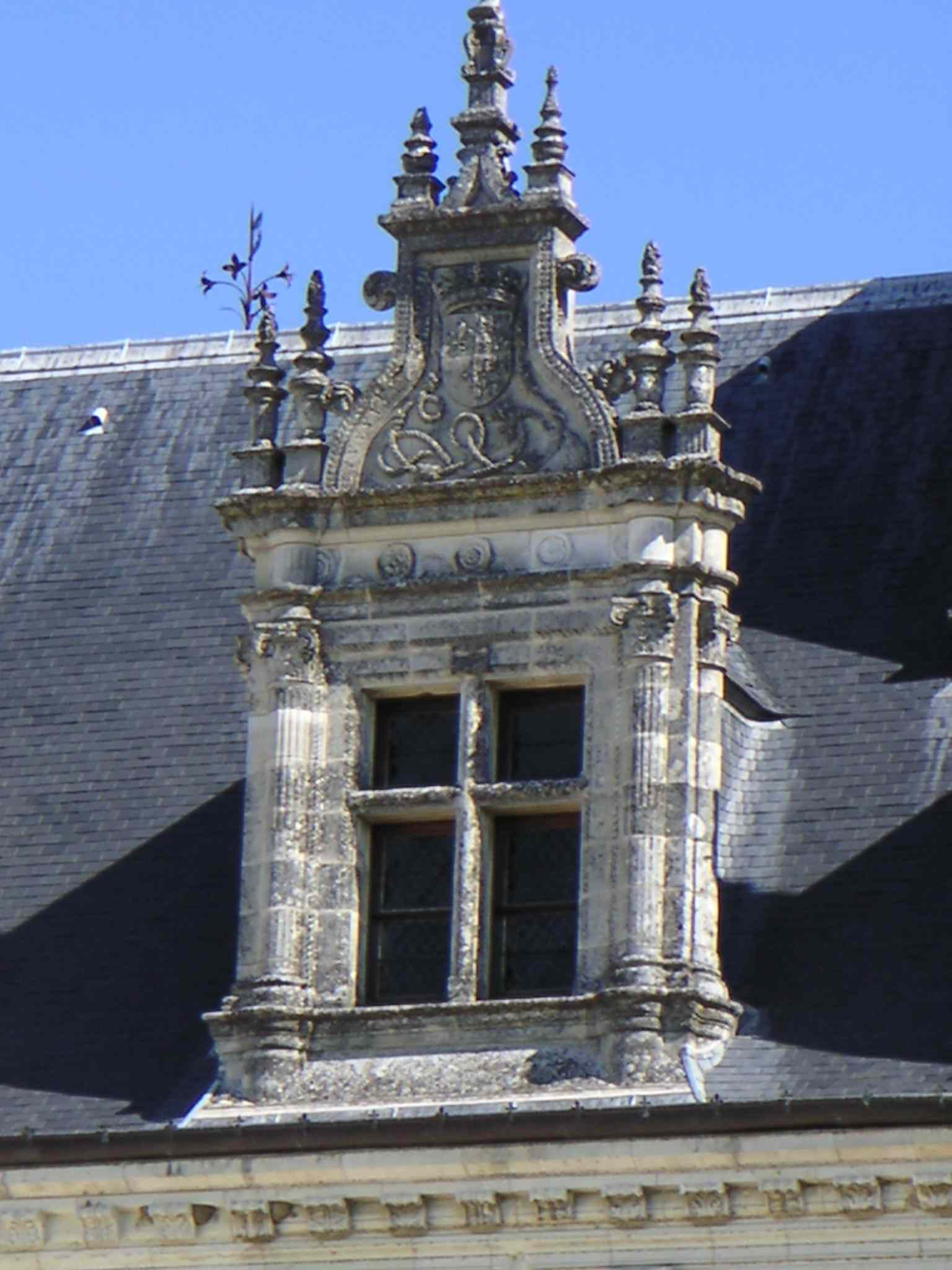
Janela renascentista
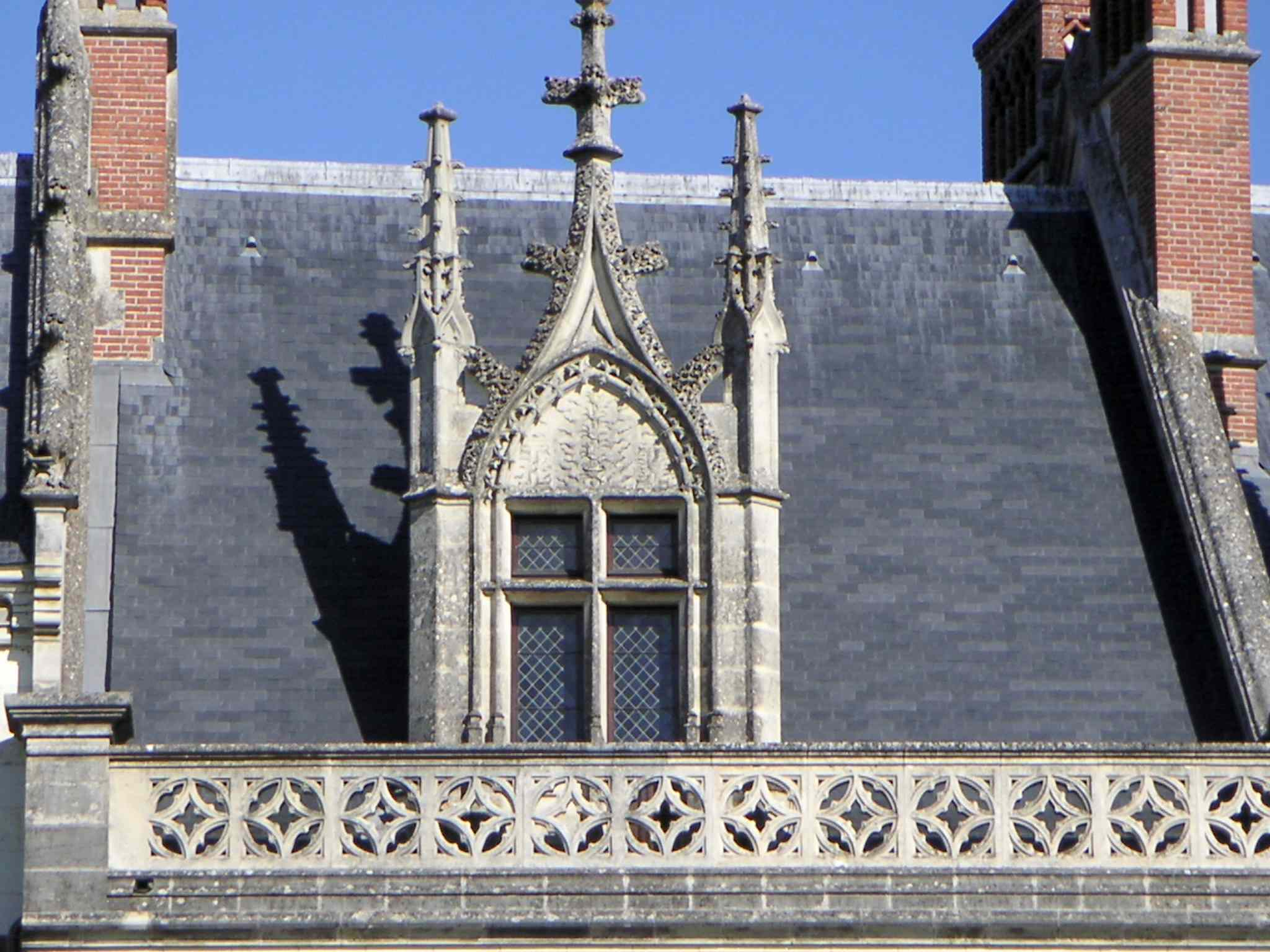
Janela gótica
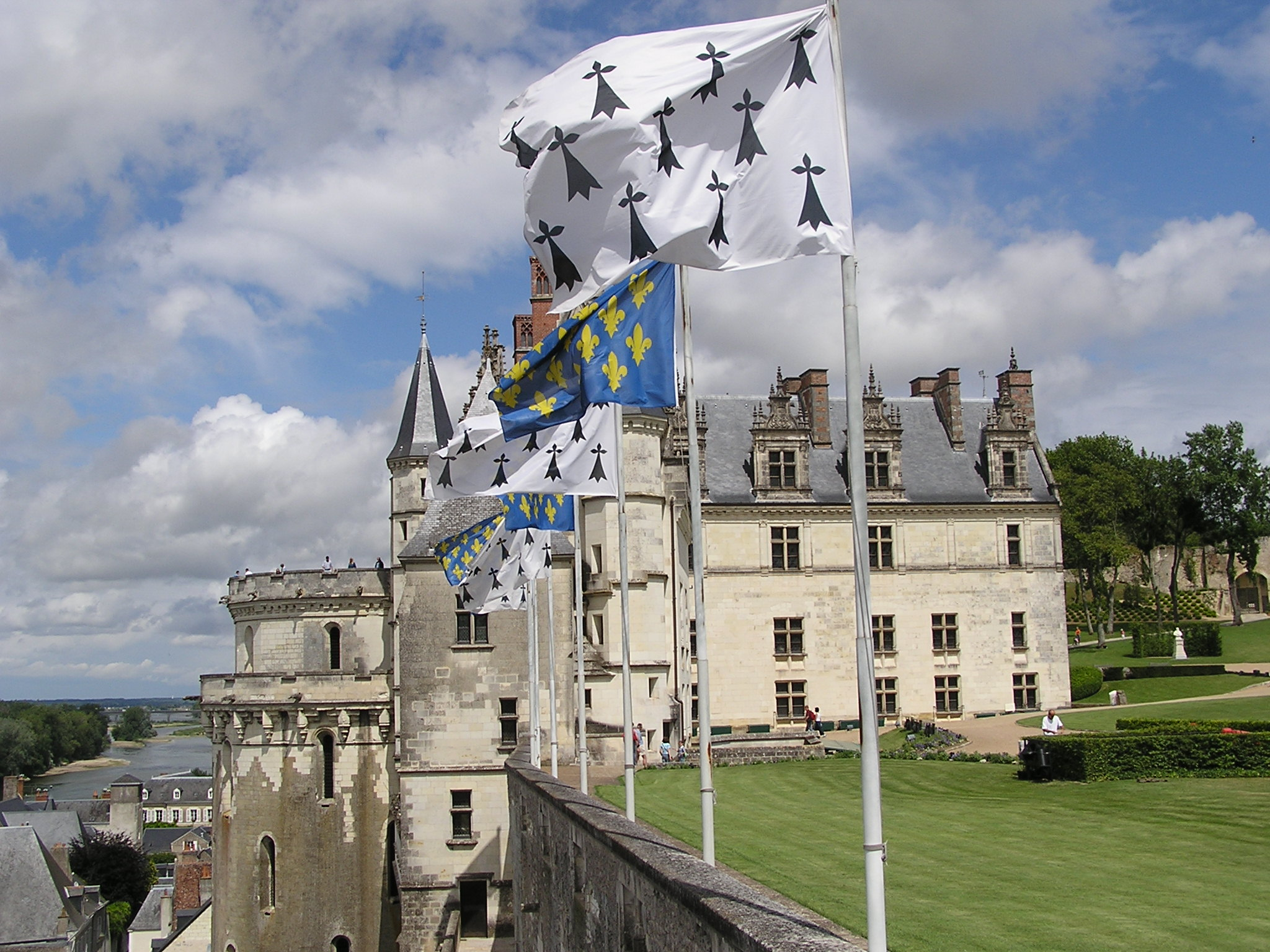
Fachada de outro ângulo do castelo
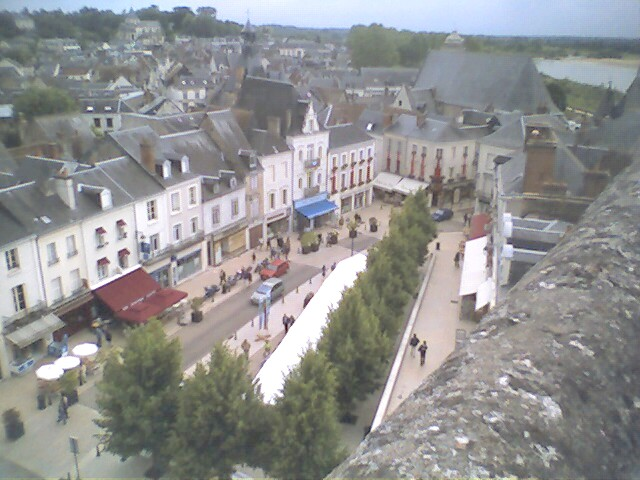
Vista da cidade de Amboise a partir do castelo
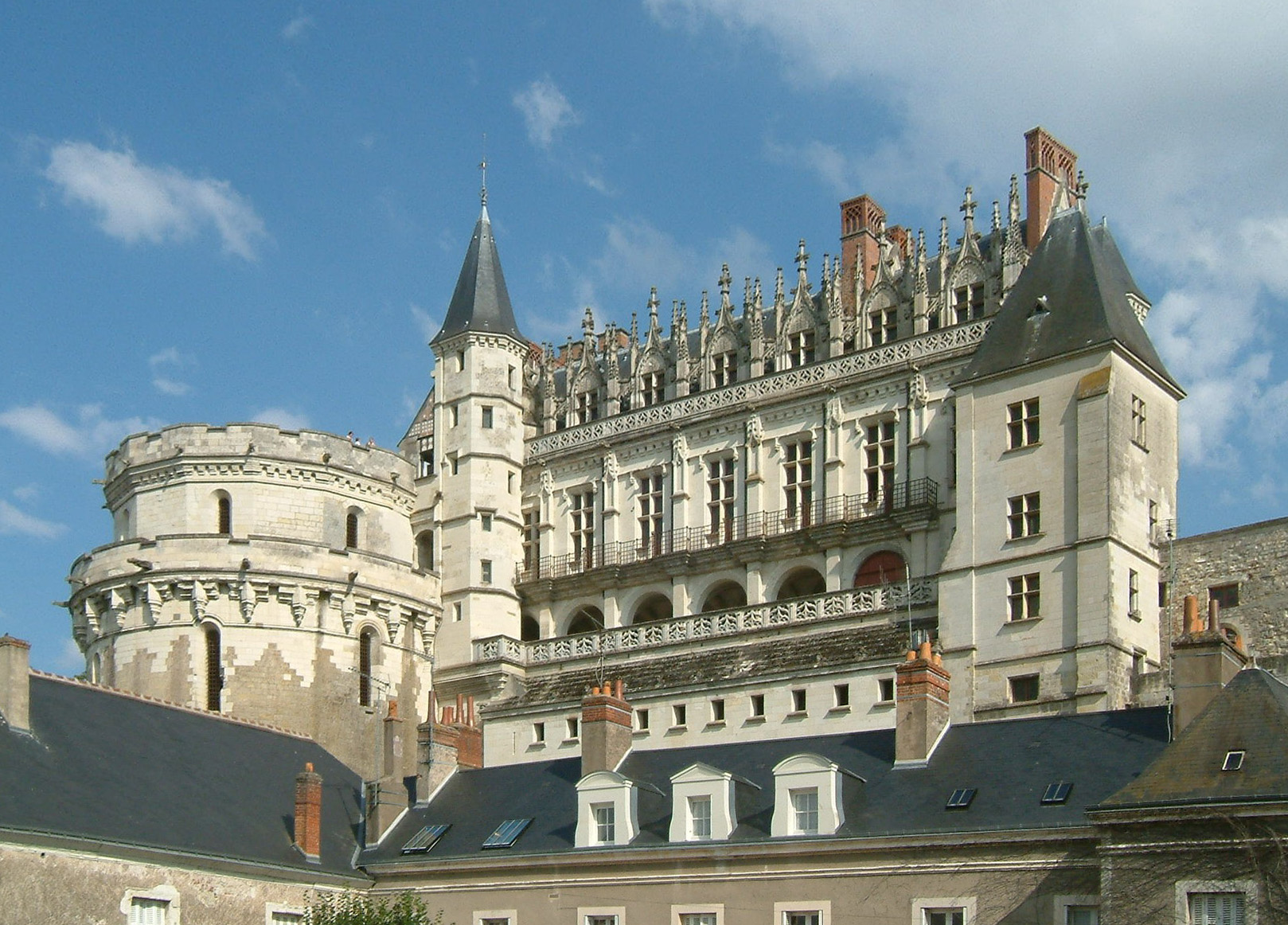
A fachada voltada ao Loire vista de baixo

### Imagens da Capela de St-Hubert

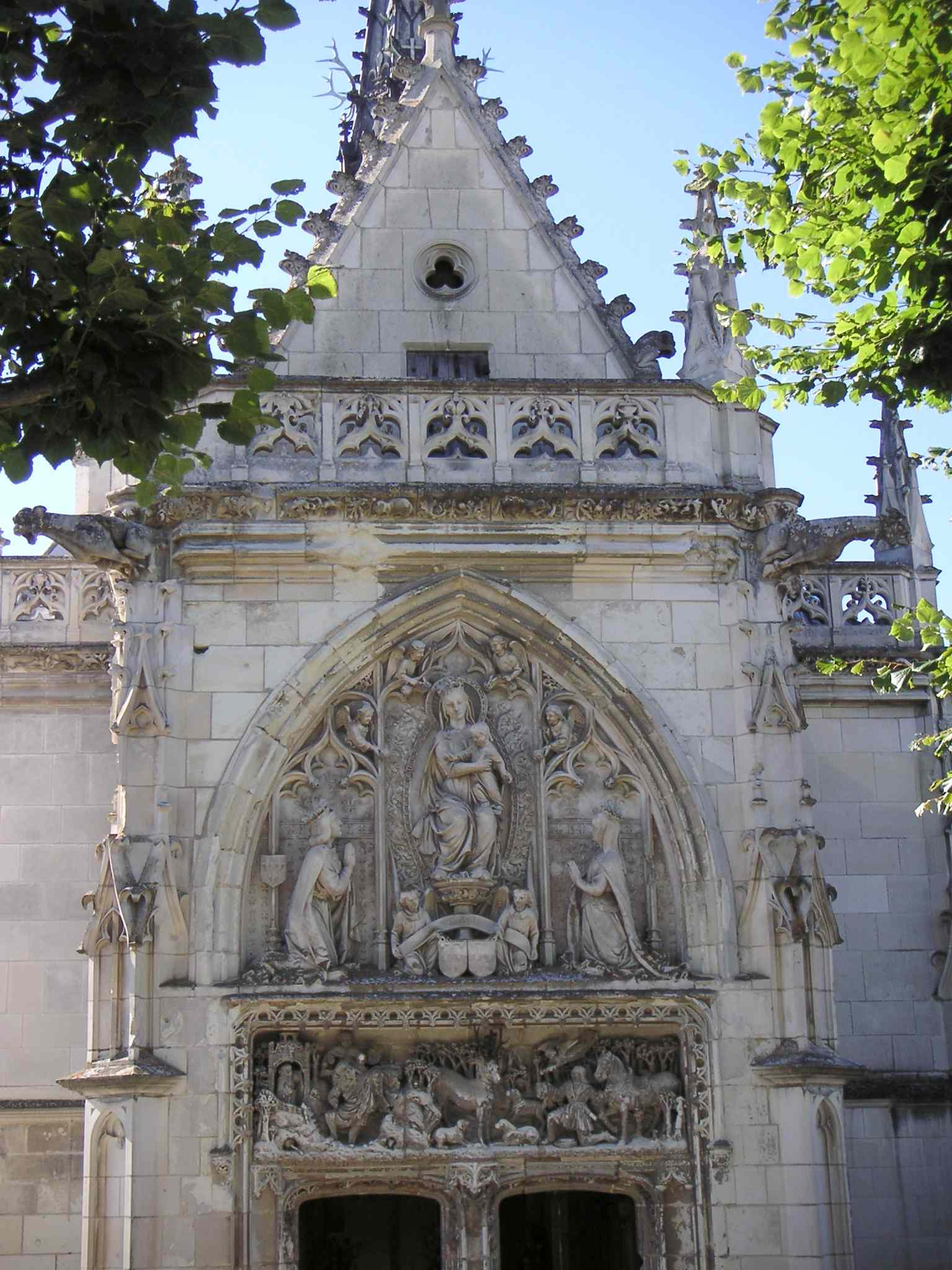
Fachada da chapela
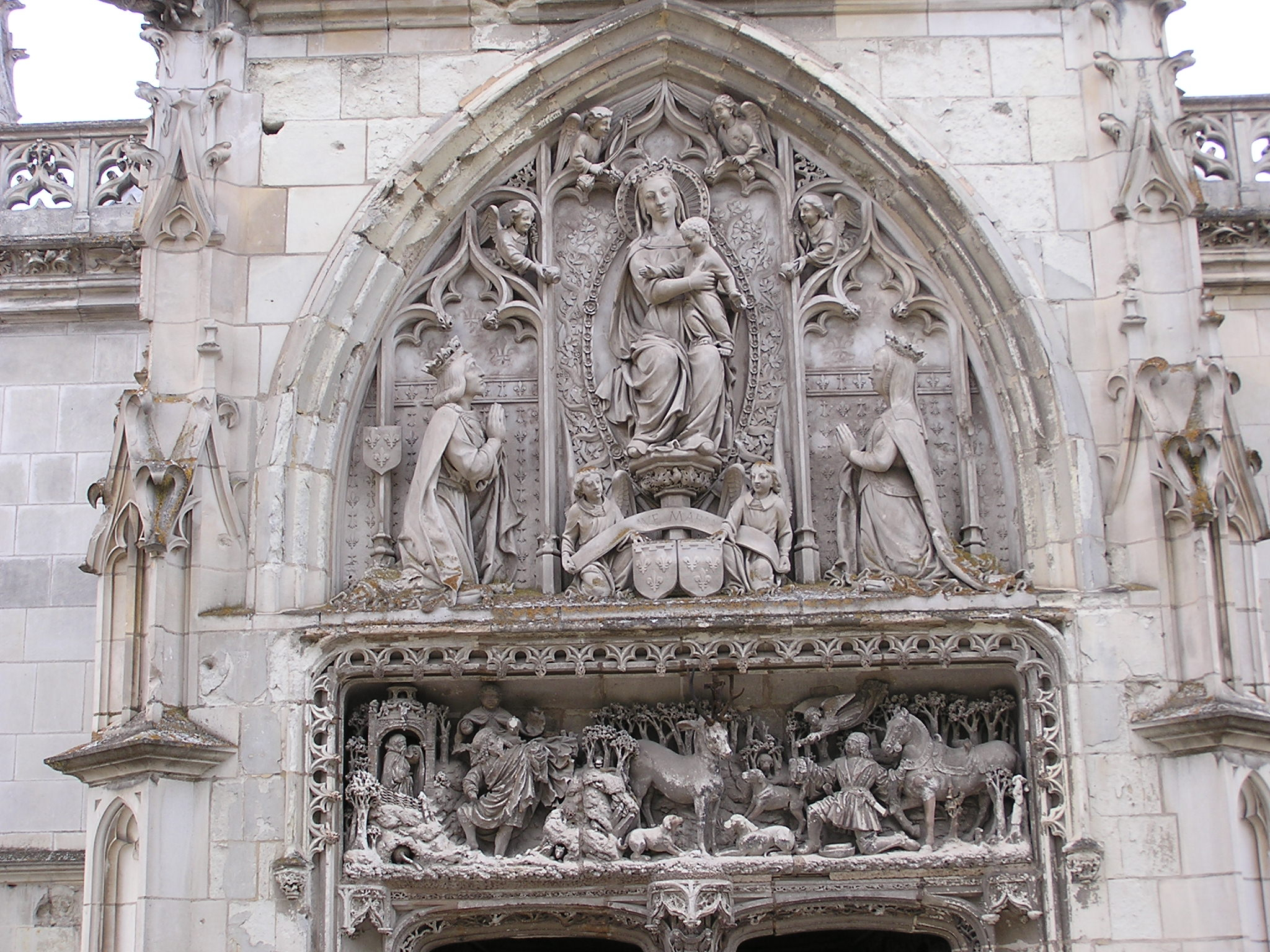
Detalhe do gótico tardio esculpido no lintel
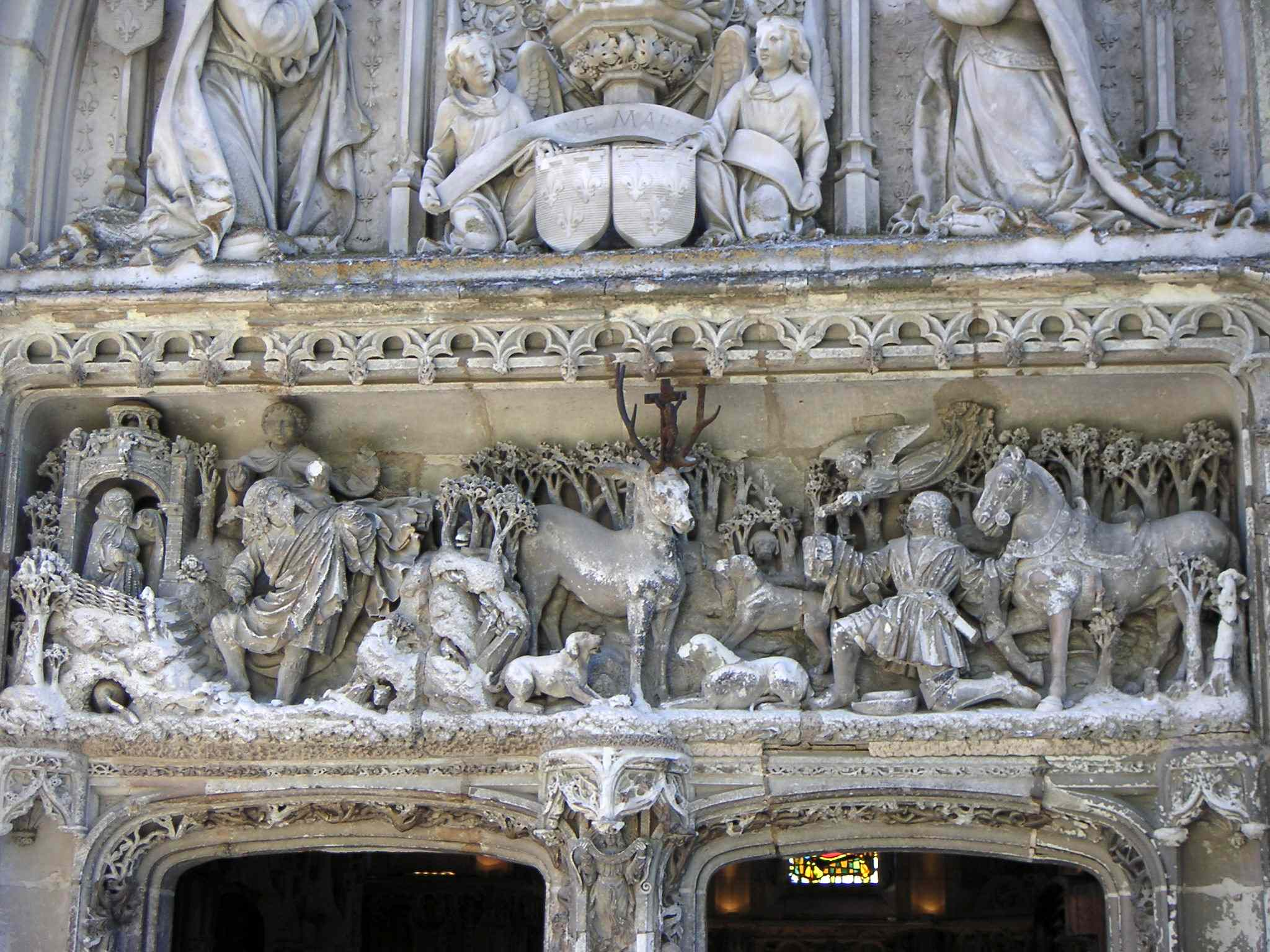
Detalhes do lintel da fachada da capela
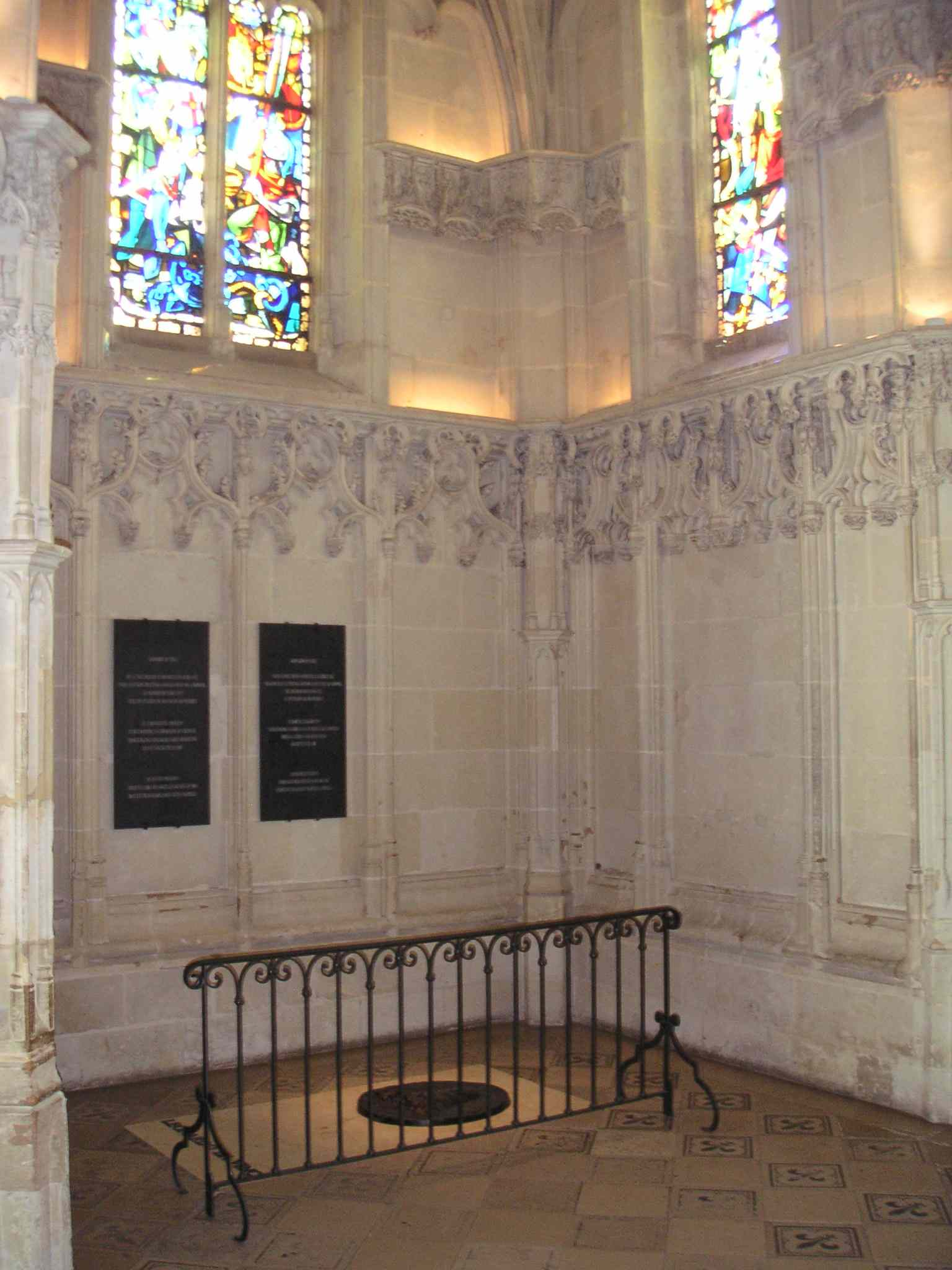
Túmulo de Leonardo da Vinci
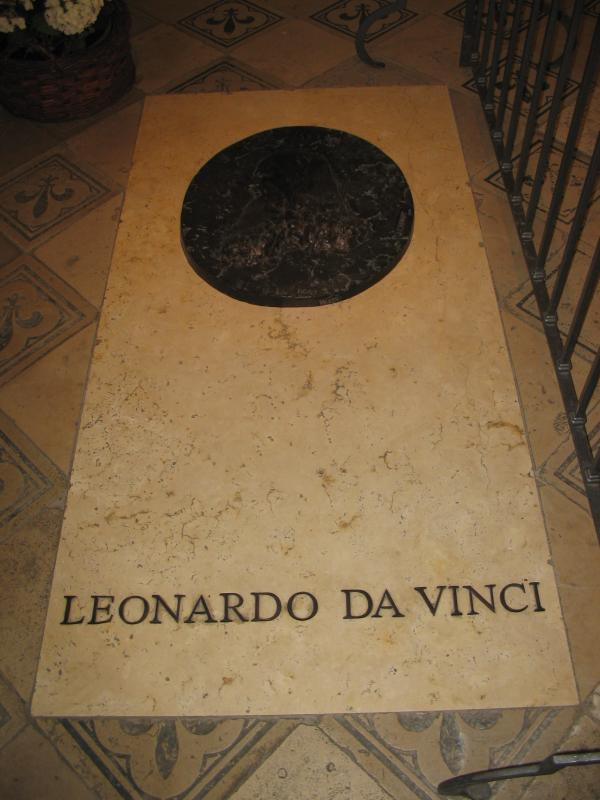
Túmulo de Leonardo da Vinci
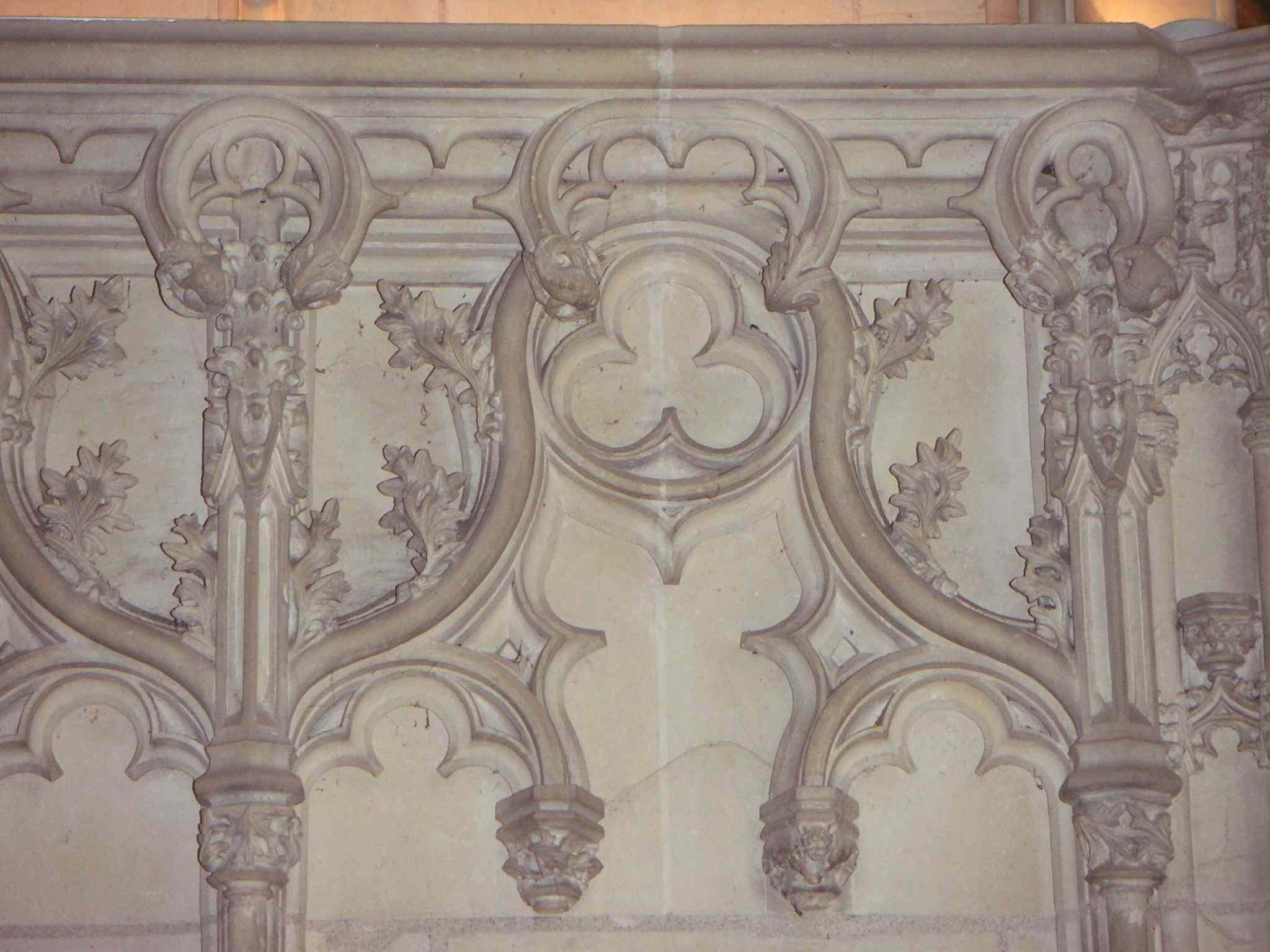
Interior da capela
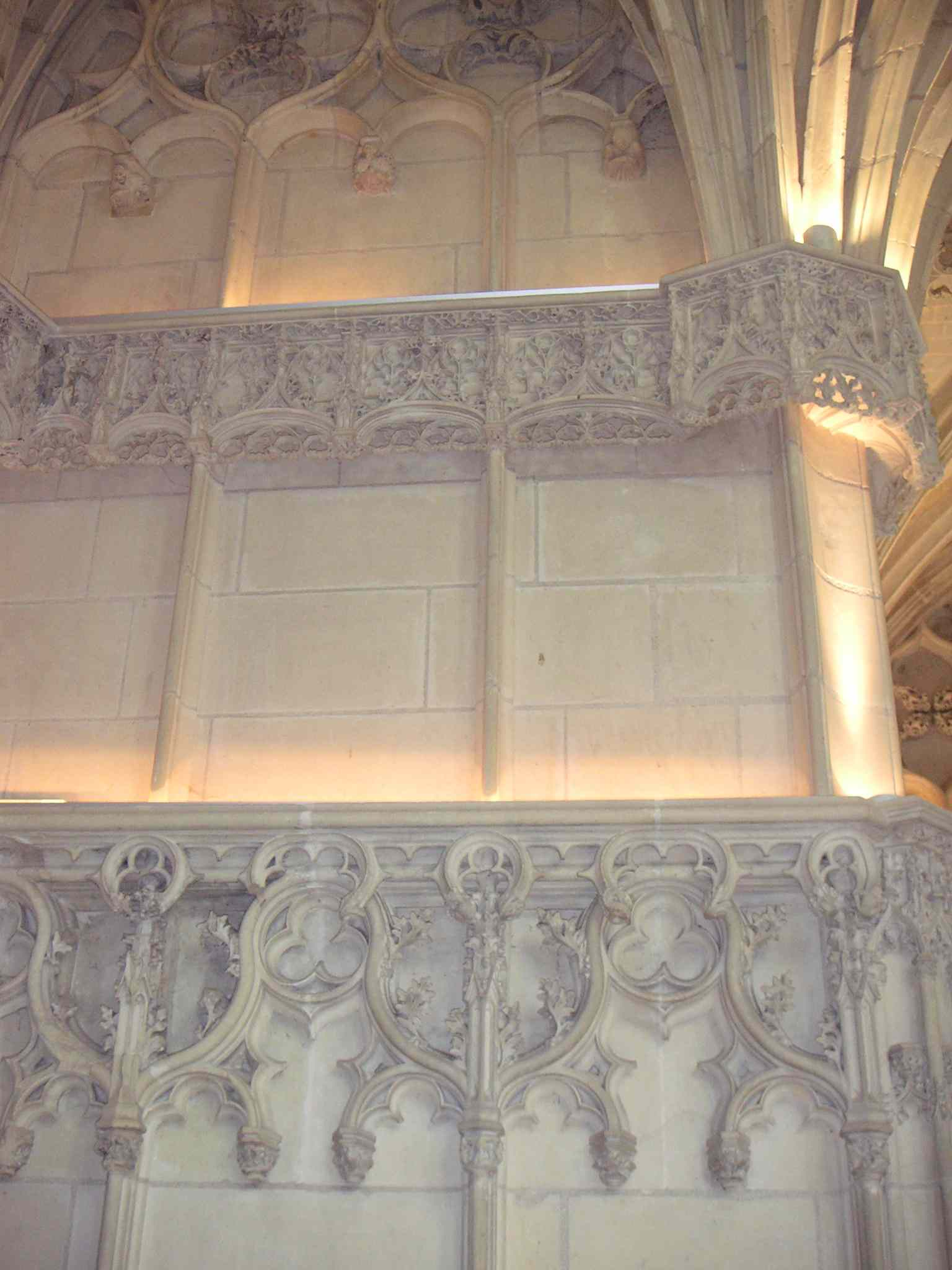
Interior da capela
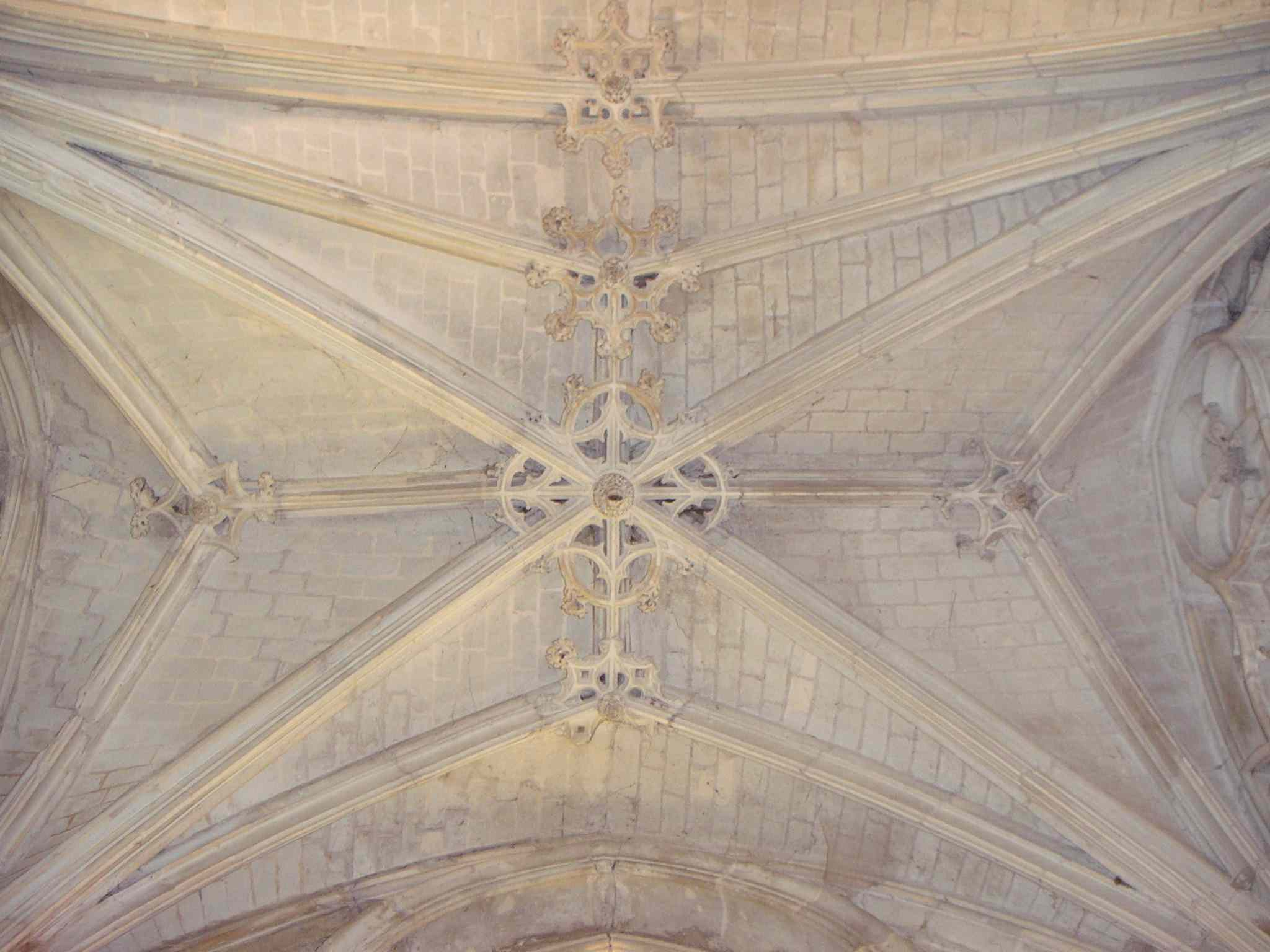
Cruzamento de ogivas na abóboda da capela
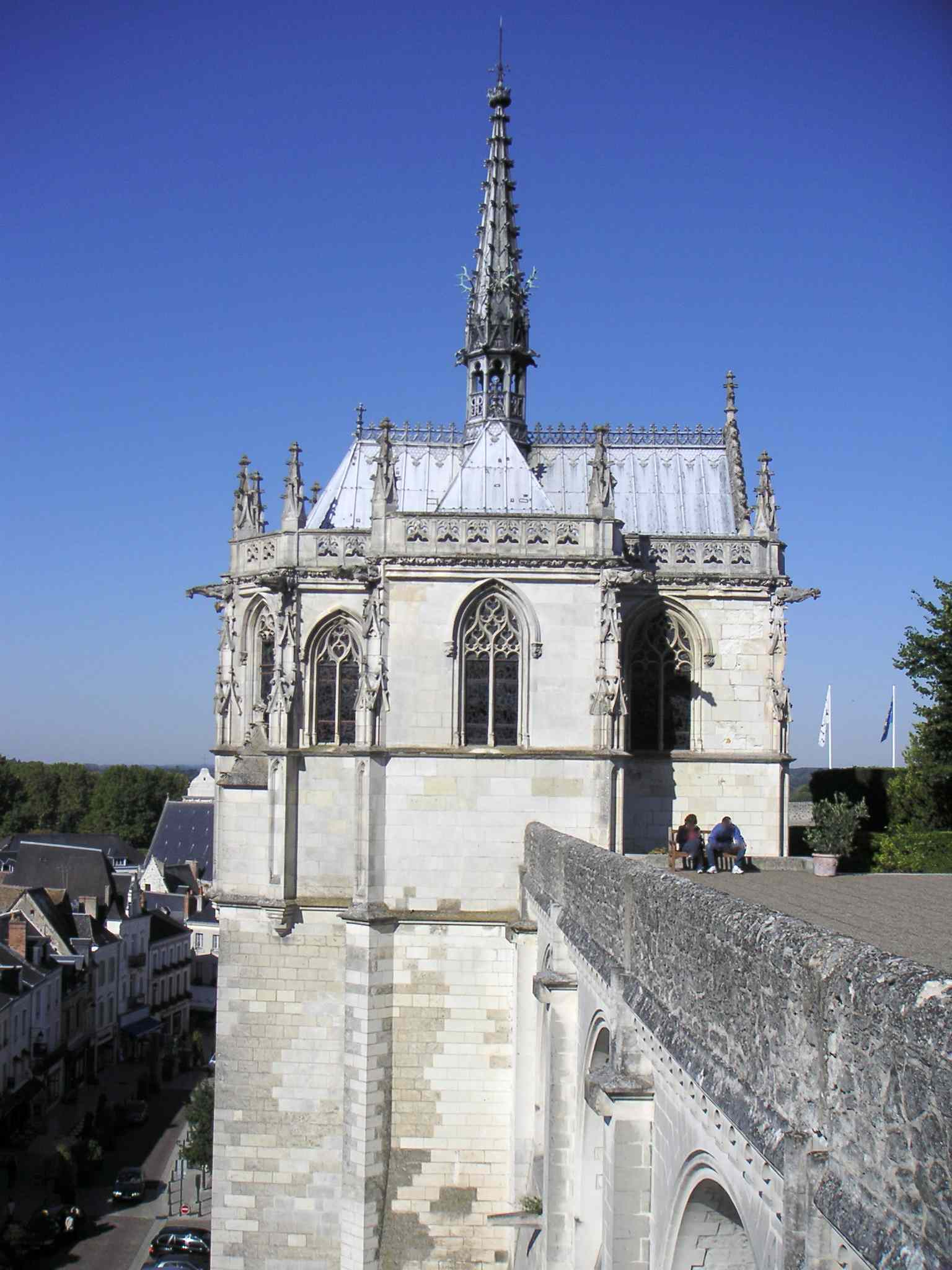
Vista exterior da capela